# Аникин, Николай Александрович
Никола́й Алекса́ндрович Ани́кин (1919—1977) — советский военный, участник Великой Отечественной войны, Герой Советского Союза.

## Биография
Родился 25 марта 1919 года в городе Усолье Пермской области РСФСР. В 1937 году поступил в Уральский индустриальный институт имени С. М. Кирова в Свердловске.
В июле 1941 года был призван в армию. После окончания Смоленского артиллерийского училища получил звание лейтенанта. В июле 1942 года участвовал в боях на правом берегу реки Дон, командуя артиллерийской батареей, за что был награждён орденом Боевого Красного Знамени. 
В октябре 1942 года назначен начальником штаба отдельного артиллерийского дивизиона. Участвовал в обороне Сталинграда в составе 62-й армии. В боях на Курской дуге принял командование дивизионом. В 1943 году вступил в ВКП(б). Осенью 1943 года, командуя 1-м дивизионом 197-го гвардейского артиллерийского полка 92-й гвардейской дивизии, участвовал в форсировании Днепра. Переплыл на остров Молдован и управлял оттуда огнём батареи. 
Указом Президиума Верховного Совета СССР «О присвоении звания Героя Советского Союза офицерскому, сержантскому и рядовому составу Красной Армии» от 22 февраля 1944 года за «образцовое выполнение боевых заданий командования при форсировании реки Днепр, развитие боевых успехов на правом берегу реки и проявленные при этом отвагу и геройство» удостоен звания Героя Советского Союза с вручением ордена Ленина и медали «Золотая Звезда». 
Был тяжело ранен в боях Ясско-Кишиневской операции.
После окончания войны жил в Свердловске (ныне — Екатеринбург), затем — в Москве. Занимался научной работой, получил степень кандидата экономических наук. 
Умер в 1977 году. Похоронен на Николо-Архангельском кладбище Москвы.

Могила Аникина на Николо-Архангельском кладбище Москвы.